# Al-Fashir
Al-Fashir, (ook: El Fasher, Arabisch: الفاشر), is de hoofdstad van de Soedanese federale staat Noord-Darfoer. De populatie was in 2004 197.800 mensen; dit is een stijging van 55.900 sinds 1993.
De stad ligt zo'n 195 kilometer ten noordoosten van Nyala. De stad ligt op een hoogte van zo'n 700 meter.
Al-Fashir was een pleisterplaats voor karavanen. De sultan van Darfur had hier zijn residentie; het paleis is tegenwoordig een museum waar naast historische vondsten uit de regio een indruk te vinden is hoe de sultan van Darfur leefde.

## Vluchtelingenkamp Zamzam
Tijdens het Conflict in Darfur (2003-heden) was het in de buurt van de stad gelegen vluchtelingenkamp Zamzam in 2024 het toneel van een ernstige hongercrisis.

In 2025 werd het kamp ingenomen door de Rapid Support Forces.

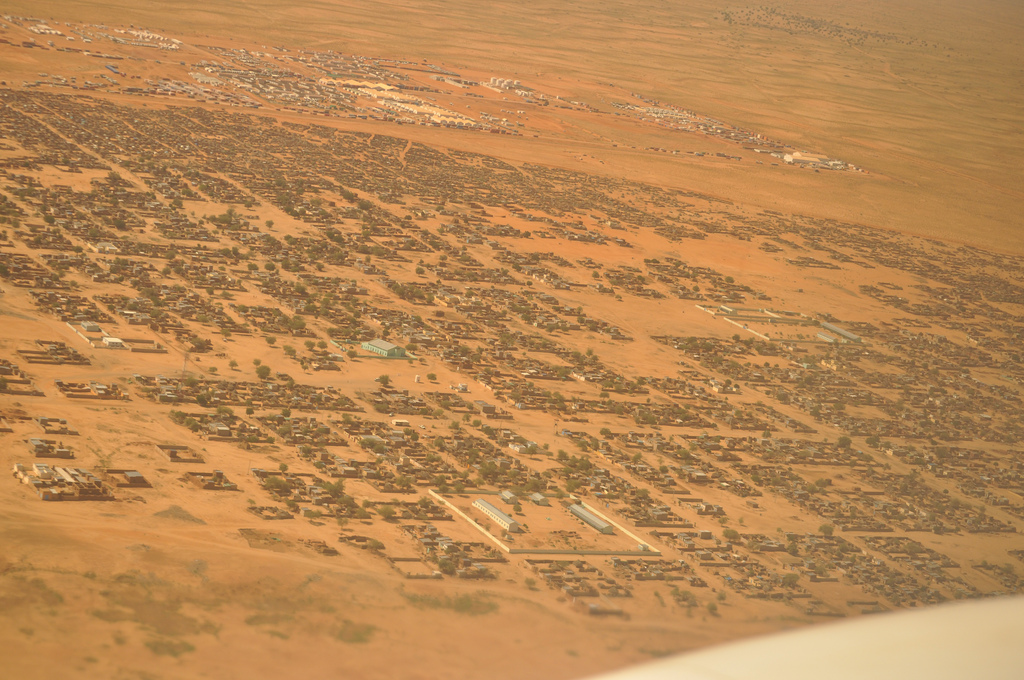
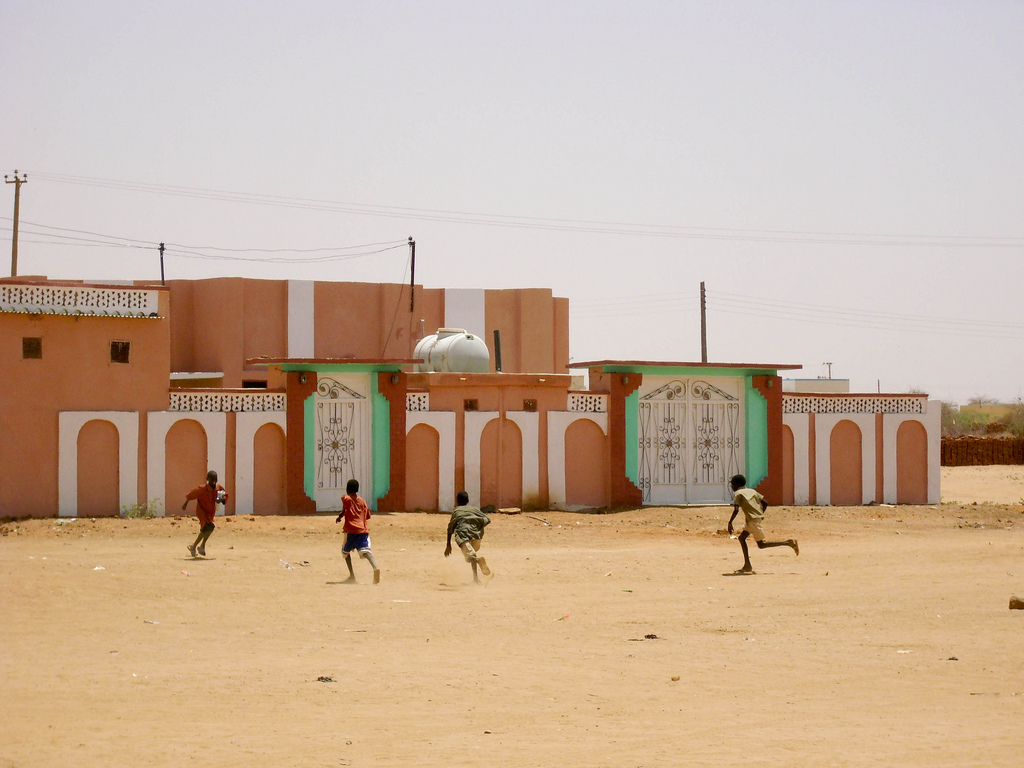